# Phife Dawg
Phife Dawg, nascido Malik Taylor (Brooklyn, Nova Iorque, 20 de novembro de 1970 - 22 de março de 2016), foi um rapper afro-americano que era membro do grupo A Tribe Called Quest, juntamente com Q-Tip, Ali Shaheed Muhammad e, por uma temporada, Jarobi White. Depois de deixar o grupo, começou sua carreira solo.
Phife Dawg fez inúmeras aparições em músicas de outros artistas, como o hit "La Schmoove" de Fu-Schnickens, em "Painz & Strife" de Diamond D, juntamente com Pete Rock, e "Let the Horns Blow", de Black Sheep com Al'Tariq e Trugoy. Em 2000, ele lançou seu primeiro álbum solo, intitulado Ventilation: Da LP.
Morreu em sua casa no Condado de Contra Costa, Califórnia, em 22 de março de 2016, devido a complicações relacionadas com a diabetes.

## Discografia
- 2000: Ventilation: Da LP

## Filmografia
- 1993: Who's the Man? - Gerald
- 1998: The Rugrats Movie - Newborn Baby